# 50 quilòmetres marxa
Els 50 quilòmetres marxa són una prova d'atletisme, dins de la modalitat de la marxa. Es tracta de la cursa més llarga en distància i temps de les que es disputen a l'atletisme, a banda de l'única exclusivament masculina fins al Campionat Mundial d'Atletisme de 2017 a Londres, on les dones varen competir per primera vegada a la cursa de 50 km.

## Característiques
Per la seva extrema llargària, els 50 km marxa es realitzen obligatòriament en ruta, per la qual cosa no són present a les competicions de pista coberta. Generalment s'habilita un circuit urbà a les proximitats de l'estadi, on comença i acaba la cursa.
Els 50 km han estat presents al programa dels Jocs Olímpics des de Los Angeles 1932, amb l'única excepció de Mont-real 1976 i a París 2024, en aquest darrer cas per igualar el nombre de proves masculines i femenines, segons el COI.
Als Campionats del Món s'han disputat en totes les edicions.

## Rècords
(actualitzat a 21-08-2009)
| Rècord            | Categoria | Marca    | Atleta              | País            | Lloc                  | Data       |
| ----------------- | --------- | -------- | ------------------- | --------------- | --------------------- | ---------- |
| Món               | Homes     | 3h34'14" | Denis Nijegorodov   | Rússia          | Txeboksari            | 11-05-2008 |
| Olímpic           | Homes     | 3h37'09" | Alex Schwazer       | Itàlia          | Beijing               | 22-08-2008 |
| Campionat del Món | Homes     | 3h36'03" | Robert Korzeniowski | Polònia         | París                 | 27-08-2003 |
| Europa            | Homes     | 3h34'14" | Denis Nijegorodov   | Rússia          | Txeboksari            | 11-05-2008 |
| Amèrica           | Homes     | 3h41'20" | Raúl González       | Mèxic           | Poděbrady             | 11-06-1978 |
| Àfrica            | Homes     | 3h58'44" | Hatem Ghoula        | Tunísia         | Santa Eulària des Riu | 04-03-2007 |
| Àsia              | Homes     | 3h36'06" | Yu Chaohong         | R.P. de la Xina | Nanjing               | 22-10-2005 |
| Oceania           | Homes     | 3h35'47" | Nathan Deakes       | Austràlia       | Geelong               | 02-12-2006 |

### Atletes amb millors marques mundials
(actualitzat a 21-08-2009)
| Ranking | Marca    | Atleta              | País            | Data             | Lloc       |
| ------- | -------- | ------------------- | --------------- | ---------------- | ---------- |
| 1.      | 3h34'13" | Denis Nijegorodov   | Rússia          | Txeboksari       | 11-05-2008 |
| 2.      | 3h35'47" | Nathan Deakes       | Austràlia       | Geelong          | 02-12-2006 |
| 3.      | 3h36'03" | Robert Korzeniowski | Polònia         | París            | 27-08-2003 |
| 4.      | 3h36'04" | Alex Schwazer       | Itàlia          | Rosignano Solvay | 11-02-2007 |
| 5.      | 3h36'06" | Yu Chaohong         | R.P. de la Xina | Nanjing          | 22-10-2005 |
| 6.      | 3h36'13" | Zhao Chengliang     | R.P. de la Xina | Nanjing          | 22-10-2005 |
| 7.      | 3h36'20" | Han Yucheng         | R.P. de la Xina | Nanjing          | 27-02-2005 |
| 8.      | 3h36'42" | German Skurigin     | Rússia          | París            | 27-08-2003 |
| 9.      | 3h37'04" | Valeri Spitsin      | Rússia          | Moscou           | 21-05-2000 |
| 10.     | 3h37'09" | Andrei Perlov       | Unió Soviètica  | Leningrad        | 05-08-1989 |

## Campions olímpics

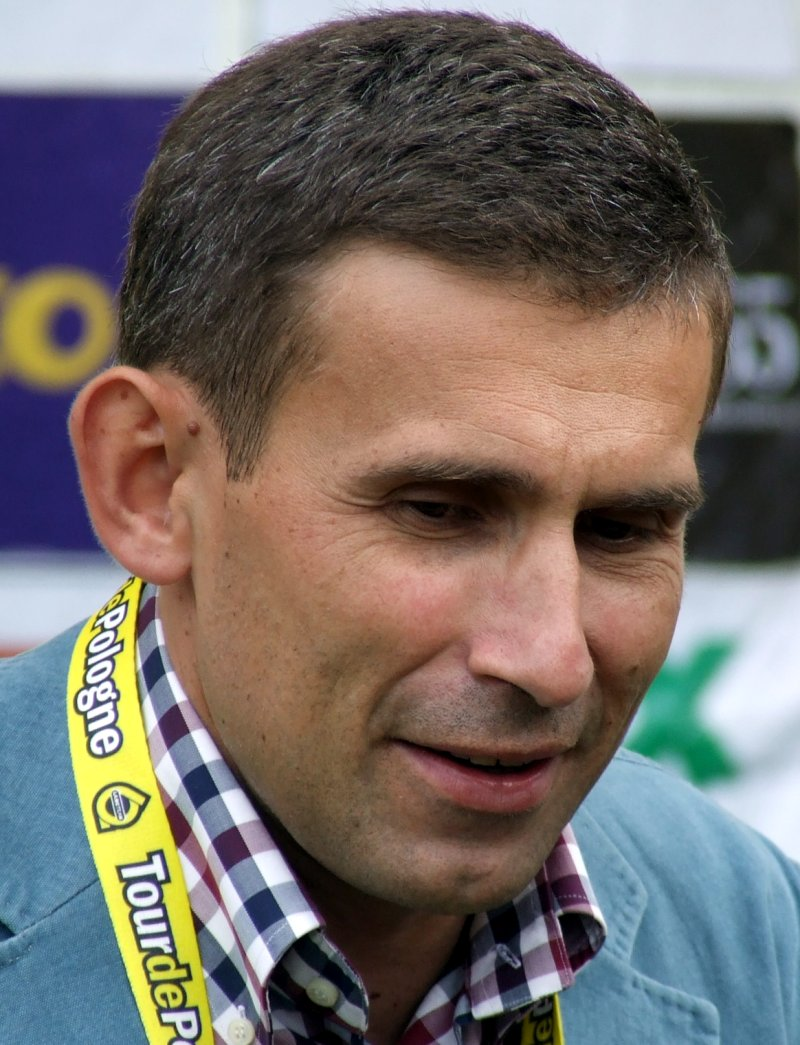
Robert Korzeniowski és, amb 3 ors olímpics i 3 més als mundials, el marxador més destacat als 50 km de tota la història.

| Jocs            | Any  |       | Atleta              | País           | Marca    |
| --------------- | ---- | ----- | ------------------- | -------------- | -------- |
| Los Angeles     | 1932 | Homes | Thomas Green        | Regne Unit     | 4h50'10" |
| Berlín          | 1936 | Homes | Harold Whitlock     | Regne Unit     | 4h30'41" |
| Londres         | 1948 | Homes | John Ljunggren      | Suècia         | 4h41'52" |
| Hèlsinki        | 1952 | Homes | Giuseppe Dordoni    | Itàlia         | 4h28'07" |
| Melbourne       | 1956 | Homes | Norman Read         | Nova Zelanda   | 4h30'42" |
| Roma            | 1960 | Homes | Donald Thompson     | Regne Unit     | 4h25'30" |
| Tòquio          | 1964 | Homes | Abdon Pamich        | Itàlia         | 4h11'12" |
| Ciutat de Mèxic | 1968 | Homes | Christoph Höhne     | RDA            | 4h20'14" |
| Múnic           | 1972 | Homes | Bernhard Kannenberg | RDA            | 3h56'11" |
| Mont-real       | 1976 | Homes | No es disputaren    |                |          |
| Moscou          | 1980 | Homes | Hartwig Gauder      | RDA            | 3h49'24" |
| Los Angeles     | 1984 | Homes | Raúl González       | Mèxic          | 3h47'26" |
| Seül            | 1988 | Homes | Viatxeslav Ivanenko | Unió Soviètica | 3h38'29" |
| Barcelona       | 1992 | Homes | Andrei Perlov       | Equip Unificat | 3h50'13" |
| Atlanta         | 1996 | Homes | Robert Korzeniowski | Polònia        | 3h43'30" |
| Sydney          | 2000 | Homes | Robert Korzeniowski | Polònia        | 3h42'22" |
| Atenes          | 2004 | Homes | Robert Korzeniowski | Polònia        | 3h38'46" |
| Beijing         | 2008 | Homes | Alex Schwazer       | Itàlia         | 3h37'09" |

## Campions mundials

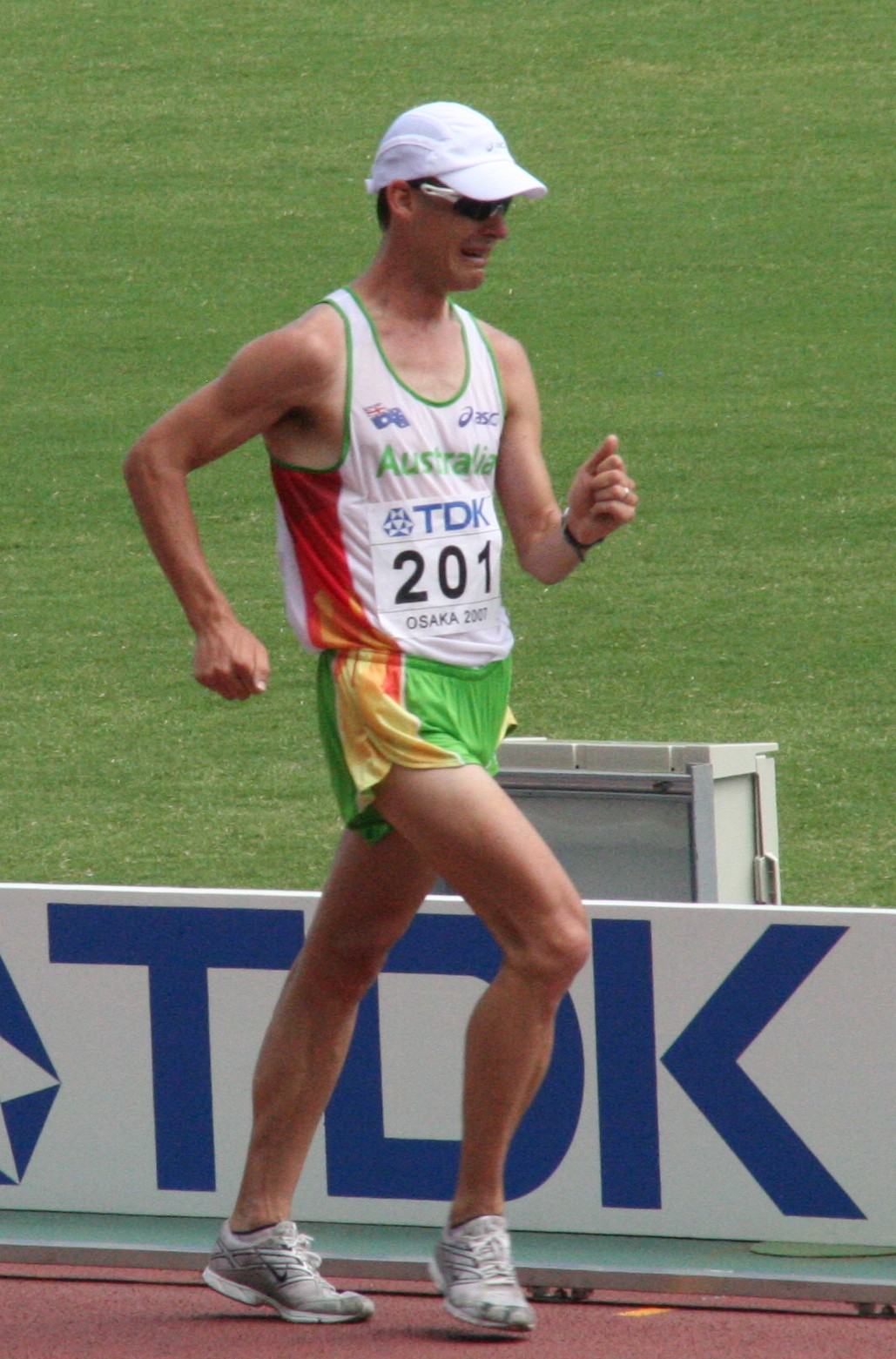
L'australià Nathan Deakes va convertir-se a Osaka 2007 en el primer campió mundial dels 50 km marxa no europeu.

### Campionat del Món dels 50 km marxa[4]
| Seu   | Any  |       | Atleta              | País           | Marca    |
| ----- | ---- | ----- | ------------------- | -------------- | -------- |
| Malmö | 1976 | Homes | Veniamin Soldatenko | Unió Soviètica | 3h54'40" |

### Campionat del Món d'atletisme
| Seu       | Any  |       | Atleta              | País           | Marca    |
| --------- | ---- | ----- | ------------------- | -------------- | -------- |
| Hèlsinki  | 1983 | Homes | Ronald Weigel       | RDA            | 3h43'08" |
| Roma      | 1987 | Homes | Hartwig Gauder      | RDA            | 3h40'53" |
| Tòquio    | 1991 | Homes | Aleksandr Potaxov   | Unió Soviètica | 3h53'09" |
| Stuttgart | 1993 | Homes | Jesús García        | Espanya        | 3h41'41" |
| Göteborg  | 1995 | Homes | Valentin Kononen    | Finlàndia      | 3h43'42" |
| Atenes    | 1997 | Homes | Robert Korzeniowski | Polònia        | 3h44'46" |
| Sevilla   | 1999 | Homes | Ivano Brugnetti     | Itàlia         | 3h47'54" |
| Edmonton  | 2001 | Homes | Robert Korzeniowski | Polònia        | 3h42'08" |
| París     | 2003 | Homes | Robert Korzeniowski | Polònia        | 3h36'06" |
| Hèlsinki  | 2005 | Homes | Sergei Kirdiapkin   | Rússia         | 3h38'08" |
| Osaka     | 2007 | Homes | Nathan Deakes       | Austràlia      | 3h43'53" |
| Berlín    | 2009 | Homes | Sergei Kirdiapkin   | Rússia         | 3h38'35" |